# Туризам у Бугарској
Туризам у Бугарској значајно доприноси економији земље. Смештена на размеђи истока и запада, Бугарска је била место многих цивилизација — Трачана, Грка, Римског царства, Византије, Словена, Прабугара и Османског царства. Земља је богата туристичким знаменитостима и историјским артефактима, расутих по лако доступној територији. Међународно је позната по приморским и зимским одмаралиштима.
Према подацима Светске банке, Бугарска је привукла скоро дванаест милиона страних туриста 2017. из пет земаља: Грчке, Румуније, Турске, Немачке и Русије који чине око 50% свих посетилаца. Године 2014. сектор је допринео 15% БДП-а и подржао 150.000 радних места.

## Туристичке атракције

### Унескова светска баштина и листа нематеријалне културне баштине
У Бугарској постоји десет места Унескове светске баштине. Прва четири места уписана су на списак 1979, а последња 2017. Бугарска тренутно има шеснаест додатних некретнина на оквирној листи.
- Рилски манастир
- Трачка гробница у Казанлаку
- Црква Бојана
- Мадарски коњаник
- Трачка гробница у Свештарију
- Камене цркве
- Древни град Несебар
- Национални парк Пирин
- Сребарна природни резерват
- Исконске букове шуме централног Балкана[6]
- Нестинарство
- Чипровски тепих
- Сурва, игре маскенбала
- Копривштица, сајам фолклора
- Мартеница

### Етнички, културни и историјски туризам
Бугарско културно наслеђе има много манифестација — археолошки резервати и споменици, музеји, галерије, богат културни календар, традиционални фолклор и архитектонске споменике.

#### Историјски споменици и локалитети
- Царевец и Велико Трново
- Катедрала „Свети Александар Невски“
- Палата Балчик
- Ђавољи мост
- Тракијска гробница Александрово
- Белоградчишке стене
- Епископска базилика
- Покривени мост, Ловеч
- Асенова тврђава
- Еуксиноград
- Оснивачи бугарског државног споменика
- Црвена тврђава
- Бузлуџа
- Палата Врана
- Асени
- Татул

#### Музеји
- Национални историјски музеј
- Национални археолошки музеј
- Национална галерија стране уметности
- Национални музеј војне историје
- Национални природњачки музеј
- Sofia History Museum
- Национални музеј "Васил Левски", Карлово
- Народни музеј саобраћаја
- Дорково музеј
- Плевен Панорама
- Агушеви конаци
- Музеј руже, Казанлак
- Опсерваторија Рожен
- Музеј вина Плевен
- Музеј хумора и сатире
- Варна делфинаријум
- Музеј рударства, Перник
- Варна Археолошки музеј
- Музеј социјалистичке уметности, Софија
- Музеј мозаика

#### Трачко благо
Трачани су израђивали украшене златне и сребрне предмете попут разних врста посуда, ритона, маски за лице, пекторала, накита, оружја и друго. Некада су закопавали богате оставе драгоцених предмета како би их сакрили у време непријатељских инвазија и немира. До данас је у Бугарској, која је била колевка трачке цивилизације, ископано више од 80 блага.

#### Сеоски туризам
Бугарска градска кућа представља отелотворење власниковог социјалног статуса, заната и традиције. Многе старе зграде и села Арбанаса, Лештена, Ковачевитса и Мелника које показују ову врсту архитектуре сачуване су до данас.
- Копривштица
- Тројан
- Архитектонско-етнографски комплекс Етар
- Дрјаново
- Елена
- Трјавна
- Ловеч
- Боженците
- Ковачевица
- Жеравна
- Арбанаси
- Златоград
- Широка Лака
- Мелник
- Лештен
- Долен
- Брашљан
- Стефаново
- Косово
- Тутракан

#### Градски туризам
- Софија
- Пловдив
- Варна
- Бургас
- Русе
- Велико Трново
- Свиштов

#### Манастири
Током 13. и нарочито током 14. века изградња манастира је напредовала. Због тешких времена многи манастири су личили на тврђаве. Обично су имале правоугаони облик, зидине су окруживале двориште у коме су се налазиле главне цркве. Споља су били високи камене зидове, а изнутра галерије са неколико продавница које су водиле према становима монаха.
- Рилски манастир
- Розенски манастир
- Бачковски манастир
- Тројански манастир
- Дрјановски манастир
- Соколски манастир
- Черепишки манастир
- Црква Христовог рођења
- Земенски манастир
- Манастир Алаџа
- Манастир Басарбово
- Манастир Преображења Господњег

#### Цркве
- Црква Бојана
- Камене цркве
- Црква Светог Стефана
- Црква Рођења Христовог
- Храм Светог Архангела Гаврила
- Црква Свете Петке
- Црква Светог Димитрија
- Богородичина црква на Асеновој тврђави
- Црква Светог Петра
- Црква Светог Николе

#### Фестивали и догађаји
- Национални сајам фолклора
- Богојављење у Калоферу
- Фестивал руже, Казанлак
- Каварна рок фест
- Рилска језера
- Царевец
- Сурва, игре маскенбала
- Копривштица сајам фолклора

### Туристичка насеља и природни туризам

#### Морска одмаралишта
Бугарско приморје је разнолико. Беле и златне пешчане плаже заузимају приближно 130 km од 378 km дуге обале. Температуре током летњих месеци врло су погодне за морски туризам, а температура воде омогућава купање на мору од маја до октобра. Пре 1989. била је међународно позната као Црвено приморје. Од пада Гвоздене завесе, међутим, њен надимак је промењен у Бугарско приморје.
- Русалка
- Приморско
- Каварна
- Албена
- Китен
- Златни песак
- Константин и Јелена
- Иракли
- Ахтопол
- Синеморетс
- Камчија
- Дјуни
- Созопол
- Поморије
- Шкорпиловци
- Бјала
- Сунчев брег
- Балчик
- Обзор
- Свети Влас

#### Пешачење и скијање
Имају неколико скијашких подручја која нуде повољне услове за скијање, сноубординг, скијашко трчање и друге зимске спортове.
- Банско
- Боровец
- Пампорово
- Осогово
- Разлог
- Маљовица
- Витоша
- Узана

## Национални паркови
Бугарска има три национална парка, једанаест паркова природе и 55 резервата природе. Први парк природе у Бугарској и на Балканском полуострву је Витоша, основан 1934.
- Национални парк Пирин
- Национални парк Рила
- Национални парк Централни Балкан
- Парк природе Беласица
- Парк природе Бугарка
- Витоша
- Парк природе Златни пјасци
- Парк природе Персина
- Национални парк Сините Камани
- Странџа
- Парк природе Русенски Лом
- Парк природе Шуменска висораван

### Пећине и водопади
Од 2002. у Бугарској постоји око 4500 откривених подземних формација. Најранији писани подаци о пећинама у Бугарској налазе се у рукописима личности и историчара бугарског националног препорода из 17. века Петра Богдана Бакшева. Прво бугарско спелеолошко друштво основано је 1929. године. У пећинама у земљи живи више од 700 врста бескичмењака и 32 од 37 врста слепих мишева пронађених у Европи.
- Ђавоље грло
- Бачо киро
- Деветашка пећина
- Леденика
- Пећина Магура
- Проходна
- Сљева дупка
- Пећина Снежанка
- Ухловитса
- Бабско Праскало
- Боров Камак
- Емен
- Рајско Праскало
- Етрополски водопад
- Карловско Праскало
- Крушунски водопад
- Попинолашки водопад
- Водопад Скакавица

### Облици и формације природе
- Рилска језера
- Камене гљиве
- Белоградчишке стене
- Камена пустиња
- Триградско ждрело
- Стобски пирамиди
- Златните мостове
- Чудесни мостови
- Искарска клисура
- Ритлите
- Мелнишки пирамиди
- Крџали

## Статистика

### Доласци по земљама
Већина посетилаца који у Бугарску долазе на кратко време су из следећих земаља:
| Ранг   | Држава               | 2019       | 2018       | 2017       | 2016      | 2015      |
| ------ | -------------------- | ---------- | ---------- | ---------- | --------- | --------- |
| 1      | Румунија             | 2,161,004  | 2,035,606  | 1,943,436  | 1,743,697 | 1,499,854 |
| 2      | Турска               | 1,628,231  | 1,534,809  | 1,437,276  | 1,312,895 | 1,237,841 |
| 3      | Грчка                | 1,277,610  | 1,290,313  | 1,272,997  | 1,157,062 | 1,024,527 |
| 4      | Њемачка              | 948,492    | 1,063,502  | 1,046,219  | 1,003,030 | 826,142   |
| 5      | Србија               | 679,336    | 632,902    | 541,303    | 490,668   | 501,091   |
| 6      | Северна Македонија   | 605,348    | 609,591    | 583,026    | 562,365   | 506,052   |
| 7      | Украјина             | 596,993    | 487,400    | 388,645    | 342,214   | 310,777   |
| 8      | Уједињено Краљевство | 508,342    | 424,384    | 352,054    | 281,777   | 250,038   |
| 9      | Русија               | 460,770    | 522,085    | 565,754    | 589,844   | 493,989   |
| 10     | Пољска               | 445,316    | 474,984    | 424,724    | 388,833   | 285,455   |
| 11     | Француска            | 250,014    | 260,099    | 231,348    | 195,571   | 171,305   |
| 12     | Израел               | 246,404    | 245,567    | 209,304    | 183,846   | 155,276   |
| 13     | Чешка                | 214,550    | 236,265    | 209,218    | 219,349   | 160,978   |
| 14     | Аустрија             | 214,179    | 217,541    | 216,986    | 204,489   | 175,024   |
| 15     | Холандија            | 176,122    | 193,362    | 183,755    | 147,882   | 125,378   |
| 16     | Италија              | 167,658    | 181,770    | 177,250    | 152,078   | 143,446   |
| 17     | Белгија              | 155,367    | 170,146    | 152,739    | 119,429   | 100,777   |
| 18     | Мађарска             | 111,132    | 102,956    | 111,405    | 118,805   | 102,189   |
| 19     | Сједињене Државе     | 109,283    | 101,220    | 90,963     | 82,465    | 81,979    |
| 20     | Словачка             | 87,227     | 101,887    | 81,318     | 78,167    | 74,770    |
| Укупно | Укупно               | 12,368,363 | 11,596,167 | 10,604,396 | 9,316,624 |           |